# Róbert Vittek
Róbert Vittek [ˈrɔːbɛrt ˈvittɛk] (* 1. April 1982 in Bratislava) ist ein ehemaliger slowakischer Fußballspieler.

## Karriere

### Verein

#### ŠK Slovan Bratislava
Róbert Vittek begann seine Karriere in seiner Heimat- und Geburtsstadt Bratislava bei ŠK Slovan Bratislava in der Jugendmannschaft vor der Saison 1999/2000, anschließend spielte er in der Profimannschaft des Vereins. Als Jugendspieler hatte er einen Vorvertrag bei Real Madrid, der Wechsel nach Spanien zerschlug sich allerdings aufgrund einer schweren Knieverletzung.

#### 1. FC Nürnberg
Im August 2003 wechselte er nach Deutschland zum damaligen Zweitliga-Verein 1. FC Nürnberg. Vittek gelang mit dem Verein in der Saison 2003/04 der Aufstieg in die erste Bundesliga, zu dem er zehn Tore in 27 Spielen beitrug. In der Bundesliga-Saison 2004/05 bestritt er für den 1. FC Nürnberg 24 Spiele und erzielte dabei fünf Tore. Er musste die Saison aber verletzungsbedingt vorzeitig beenden. Verletzungen warfen Vittek seitdem immer wieder zurück. In der Hinrunde der Saison 2005/06 wurde er immer ein- oder ausgewechselt und es gelang ihm kein einziges Tor. Mit dem neuen Trainer Hans Meyer folgte Vitteks Durchbruch: Mit 16 Treffern in der Rückrunde hatte er Anteil am Sprung des 1. FC Nürnberg vom letzten auf den achten Tabellenplatz. Zu den Höhepunkten gehörte dabei ein neuer Rekord: Am 24. und 25. Spieltag der Saison 2005/06 schoss er sechs Tore in Folge ohne ein dazwischen liegendes Tor eines anderen Spielers, wobei er auch den 87. Hattrick der Bundesligageschichte erzielte. Da ihm am 26. Spieltag zwei weitere Treffer gelangen, in der 27. Runde leer ausging, verpasste er nur knapp den Bundesliga-Rekord von Lothar Emmerich und Tomislav Maric, die vier Doppelpacks in Serie erzielen konnten.
Es folgte 2006/07 wieder eine durchwachsene Saison mit vier Treffern in 24 Spielen. So spielte er auch nur bis zum Viertelfinale im DFB-Pokal. Nürnberg wurde am 26. Mai 2007 Pokalsieger. Am 24. Juli 2007 schoss er bei Nürnbergs bisher einzigem Spiel im DFL-Ligapokal beide Tore für seine Mannschaft. Das Spiel endete jedoch 4:2 für den FC Schalke 04. Während des vierten Spieltags der Saison 2007/08 erhielt Vittek seinen ersten Bundesliga-Platzverweis (gelb-rot) im Spiel gegen Energie Cottbus (Endstand 1:1). Nur wenige Tage später wurde bei einer Operation ein Knorpelschaden entdeckt, der einen Ausfall bis über die Winterpause hinaus zur Folge hatte. Nach der Verletzungszeit verzögerte sich sein Start durch eine Grippe. Durch die lange Verletzungspause kam er auch im UEFA-Pokal 2007/08 nicht zum Einsatz. Erst am fünften Spieltag der Rückrunde wurde er gegen Hannover 96 in der 46. Minute eingewechselt. Damit hatte er genau eine halbe Saison pausiert. Bis zum Saisonende kam er noch auf 17 Einsätze, konnte aber mit einem einzigen Saisontor nicht dazu beitragen, den Abstieg des 1. FC Nürnberg in die 2. Bundesliga zu verhindern. In den ersten beiden Spielen der Zweitligasaison 2008/09 stand Róbert Vittek noch für den 1. FC Nürnberg auf dem Platz, dann wechselte er zu OSC Lille nach Frankreich.

#### OSC Lille
Vittek wechselte für eine Ablösesumme von vier Millionen Euro zum OSC Lille, wo er einen Vertrag bis 2012 erhielt. Dort kam er am 31. August 2008, dem 4. Spieltag, zu seinem ersten Einsatz und verhalf dem Verein schließlich mit insgesamt fünf Toren in 26 Spielen zum fünften Platz und damit zur Qualifikation für die UEFA Europa League. Im Juni 2009 hatte Vittek mit einer Rückkehr nach Nürnberg geliebäugelt, da er sich bei Lille nicht durchsetzen konnte und gerne wieder mit seinem langjährigen Freund Marek Mintál zusammengespielt hätte. Aufgrund der hohen Ablöse- und Gehaltskosten galt dieser Transfer jedoch von Anfang an als unwahrscheinlich und kam schließlich auch nicht zustande. Am 30. Juli 2009 spielte er für Lille erstmals in der Qualifikationsrunde zur UEFA Europa League 2009/10 gegen den FK Sevojno und erzielte dabei ein Tor. Beim Ligastart am 9. August stand er in der Startelf. Vittek wurde bis zum Saisonende an den türkischen Verein MKE Ankaragücü ausgeliehen.

#### Trabzonspor
Im September 2011 bekam Vittek bei Trabzonspor einen Zweijahresvertrag. Am zweiten Spieltag der Süperlig der Saison 2011/2012 (17. September 2011) riss er sich im Spiel gegen Istanbul BB (0:1) das vordere Kreuzband des rechten Knies. Ein Kreuzbandriss hatte schon einen möglichen Wechsel als 16-Jähriger zu Real Madrid verhindert.

#### Istanbul Büyükşehir Belediyespor
Zur Rückrunde der Spielzeit wechselte Vittek innerhalb der Liga zu Istanbul Büyükşehir Belediyespor.

#### Rückkehr zum ŠK Slovan Bratislava
Am Anfang der Saison 2013/2014 wechselte Vittek zurück zum ŠK Slovan Bratislava, welchen er vor 10 Jahren verließ. In der Saison 2014/15 erreichte er mit Slovan Bratislava die Gruppenphase der Europa League.

### Nationalmannschaft

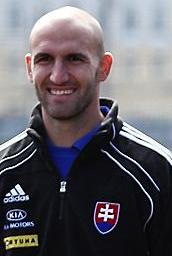
Róbert Vittek im Trikot der Nationalmannschaft 2010

Seit 2001 ist Vittek Stammspieler in der Slowakischen Fußballnationalmannschaft. Bei der Qualifikation für die WM 2006 trug der gelernte Stürmer mit seinen Toren dazu bei, dass die Slowakei das Relegationsspiel gegen Spanien bestreiten konnte, welches dann allerdings verloren ging. Bei der Fußball-Weltmeisterschaft 2010 in Südafrika erzielte er in der Gruppenphase zunächst gegen Neuseeland das erste WM-Tor in der Geschichte der eigenständigen Slowakei. Im entscheidenden Spiel gegen den amtierenden Weltmeister Italien gelangen ihm zwei Treffer, womit sich die Slowakei für das Achtelfinale qualifizierte, während Italien ausschied. Im Achtelfinalspiel gegen die Niederlande verlor die Slowakei 1:2. Durch einen Strafstoß in der 94. Minute schoss Vittek sein viertes Tor während der Weltmeisterschaft und wurde mit nunmehr 23 Toren der Rekordtorschütze der slowakischen Mannschaft.

## Trivia
In der Winterpause der Saison 2010/11 strebte Red Bull Salzburg einen Transfer des Stürmers an. Nachdem man die Transfermodalitäten mit MKE Ankaragücü geklärt hatte, schickten die Vereinsverantwortlichen der Türken das Bestätigungsfax nach eigenen Angaben am 31. Dezember 2010 kurz vor Mitternacht nach Salzburg. Das Fax wurde in Salzburg erst eine Minute nach Mitternacht empfangen und der Transfer um 00:03 Uhr in das Transfer Matching System (TMS) der FIFA eingetragen. Der Transfer war deshalb ungültig. Ankaragücü machte ein defektes Faxgerät für den Zwischenfall verantwortlich, worauf Red Bull Salzburg Einspruch erhob, um den Transfer doch noch zu vollziehen. Am 23. Februar 2011 bestätigte die FIFA das Urteil: Vittek durfte nicht zum amtierenden österreichischen Meister wechseln.

## Titel/Erfolge

### Im Vereinsfußball
- Slowakische Meisterschaft: Meister 2014, 2019
- Slowakischer Fußballpokal: Sieger 2017, 2018
- Bundesliga-Aufstieg: 2004
- DFB-Pokal: Pokalsieg 2007

### Nationalmannschaft
- Weltmeisterschaft: Achtelfinale 2010

### Persönliche Auszeichnungen
- Slowakischer Fußballer des Jahres: 2006